# Thomas J. Churchill
Thomas James Churchill (10 maart 1824 –  14 mei 1905) was een Amerikaans militair en politucus. Hij diende als vrijwilliger tijdens de Mexicaans-Amerikaanse Oorlog  en klom op tot de rang van generaal-majoor in het Confederate States Army tijdens de Amerikaanse Burgeroorlog. Tussen 1881 en 1883 diende hij als dertiende Gouverneur van Arkansas. Zijn ambtstermij werd geplaagd door een financieel schandaal.

## Vroege jaren
Thomas J. Churchill werd geboren op 10 maart 1824 in Lexington, Kentucky. Hij was de zoon van Samuel Churchill en Abby (Oldham) Churchill. Het echtpaar had zestien kinderen. Hij volgde les aan   St. Mary’s College waar hij in 1844 afstudeerde. Daarna studeerde hij rechten aan de Transylvania University in Lexington. Tijdens de Mexicaans-Amerikaanse Oorlog diende hij als vrijwilliger in het 1st Kentucky Cavalry Regiment. Hij klom op tot de rang van eerste luitenant. Churchill werd tijdens de Slag bij Buena Vista gevangen genomen. Hij werd pas vrijgelaten na het einde van de oorlog. Hij vestigde zich in 1848 in Little Rock, Arkansas waar hij een plantage beheerde en trad een jaar later in het huwelijk met Anna M. Servier. Ze was de dochter van senator Ambrose H. Sevier. Tussen september 1857 en maart 1861 diende hij als hoofd van de posterijen in Arkansas.

## Amerikaanse Burgeroorlog
Na het uitbreken van de Amerikaanse Burgeroorlog nam Churchill dienst in het Confederate States Army. Hij werd aangesteld als kolonel van het 1st Arkansas Mounted Rifles. Hij kreeg zijn vuurdoop tijdens de Slag bij  Wilson's Creek op 10 augustus 1861. Op 4 maart 1862, enkele dagen voor de Slag bij Pea Ridge, werd Churchill bevorderd tot brigadegeneraal. Hij nam deel aan het Beleg van Corinth en de Kentuckyveldtocht. Tijdens deze veldtocht speelde hij een belangrijke rol in Richmond. Hij versterkte met zijn divisie de Zuidelijke slaglinie en viel de Noordelijke rechterflank aan waarop de Noordelijke linie brak. Hij zou op 17 februari 1864 geprezen worden door het Zuidelijke congres voor zijn prestaties tijdens deze slag.
Eind 1862 werd Churchill gedetacheerd naar Arkansas waar hij het bevel op zich nam van de fortificaties bij Arkansas Post. Op 9 januari 1863 verscheen er voor het fort het Noordelijke Army of the Mississippi onder leiding van generaal-majoor John A. McClernand. Dit leger werd ondersteund door het Mississippi Squadron. Na een strijd van twee dagen capituleerde Churchill. Na een gevangenenruil in april 1863 diende Churchill kort in het Army of Tennessee voor hij opnieuw naar het Trans-Mississippi Department werd gestuurd. Tijdens de Red Riverveldtocht voerde hij een divisie aan. Voor zijn rol tijdens de Slag bij Jenkins' Ferry werd hij op 17 maart 1865 bevorderd tot generaal-majoor.

## Latere jaren
Na de oorlog keerde Churchill terug naar zijn plantage in Little Rock. Hij werd in 1873 verkozen tot Treasurer of Arkansas. Hij zou deze post bekleden tot in 1881 toen hij verkozen werd tot Gouverneur van Arkansas voor de Democratische partij. Tijdens zijn termijn werd hij achtervolgd door een financieel schandaal. Uit de rekeningen bleek dat er een tekort was van 294.876 dollar (heden ten dage 9.608.000 dollar). Churchill, als voormalige Treasurer of Arkansas, werd aangeklaagd en moest het verdwenen geld terugbetalen.
Churchill overleed op 14 mei 1905 en werd met volle militaire eer begraven op Mount Holly Cemetery in Little Rock, Arkansas.